# Thor Delta B
Thor Delta B – jako rakieta cywilna nazywana Delta B – amerykańska trójstopniowa rakieta nośna. Pochodna rakiety Thor Delta.

## Chronologia
1. 13 grudnia 1962, 13:30 GMT; s/n 355/D15; miejsce startu: Przylądek Canaveral (LC17A), USA
Ładunek: Relay 1; Uwagi: start udany
2. 14 lutego 1963, 05:35 GMT; s/n 358/D16; miejsce startu: Przylądek Canaveral (LC17B), USA
Ładunek: Syncom 1; Uwagi: start udany
3. 3 kwietnia 1963, 02:00 GMT; s/n 357/D17; miejsce startu: Przylądek Canaveral (LC17A), USA
Ładunek: Explorer 17; Uwagi: start udany
4. 7 maja 1963, 11:38 GMT; s/n 366/D18; miejsce startu: Przylądek Canaveral (LC17B), USA
Ładunek: Telstar 2; Uwagi: start udany
5. 19 czerwca 1963, 09:50 GMT; s/n 359/D19; miejsce startu: Przylądek Canaveral (LC17B), USA
Ładunek: TIROS 7; Uwagi: start udany
6. 26 lipca 1963, 14:33 GMT; s/n 370/D20; miejsce startu: Przylądek Canaveral (LC17A), USA
Ładunek: Syncom 2; Uwagi: start udany
7. 21 grudnia 1963, 09:30 GMT; s/n 371/D22; miejsce startu: Przylądek Canaveral (LC17B), USA
Ładunek: TIROS 8; Uwagi: start udany
8. 21 stycznia 1964, 21:14 GMT; s/n 373/D23; miejsce startu: Przylądek Canaveral (LC17B), USA
Ładunek: Relay 2; Uwagi: start udany
9. 19 marca 1964, 11:13 GMT; s/n 391/D24; miejsce startu: Przylądek Canaveral (LC17A), USA
Ładunek: Beacon Explorer A; Uwagi: start nieudany – niewystarczający ciąg 3. członu